# Малые Роги
Малые Роги (бел. Малыя Рогі) — деревня в Солонском сельсовете Жлобинского района Гомельской области Белоруссии.

## География

### Расположение
В 2 км на юг от районного центра и железнодорожной станции Жлобин (на линии Бобруйск — Гомель), 92 км от Гомеля.

## Гидрография
На реке Добосна (приток реки Днепр).

## Транспортная сеть
Транспортные связи по автодорогам, которые отходят от Жлобина. Планировка состоит из деревянной застройки вдоль реки.

## История
Обнаруженное археологами около деревни поселение эпохи неолита свидетельствует о заселении этих мест с давних времён. По письменным источникам известна с XIX века как деревня в Стрешинской волости Рогачёвского уезда Могилёвской губернии. Согласно ревизии 1858 года владение князя Л. М. Голицына. В 1909 году 170 десятин земли.
В 1930 году организован колхоз. Во время Великой Отечественной войны в июне 1943 года оккупанты сожгли деревню и убили 19 жителей. 8 жителей погибли на фронте. Согласно переписи 1959 года в составе Жлобинской птицефабрики (центр — деревня Солоное).

## Население

### Численность
- 2004 год — 19 хозяйств, 46 жителей.

### Динамика
- 1858 год — 10 дворов, 56 жителей.
- 1862 год — 102 жителя.
- 1897 год — 11 дворов (согласно переписи).
- 1909 год — 12 дворов, 127 жителей.
- 1926 год — 32 двора.
- 1940 год — 158 жителей.
- 1959 год — 70 жителей (согласно переписи).
- 2004 год — 19 хозяйств, 46 жителей.

## Известные уроженцы
- П. И. Козятников — полный кавалер Георгиевских крестов.
- Г. П. Репихов — совершил огненный таран 10.12.1944.